# Roy Kristiansen
Roy Kristiansen (* 6. Oktober 1943 in Fredrikstad) ist ein norwegischer Mineralsammler, Mykologe, Amateur-Mineraloge und Spezialist für Minerale, die Beryllium, Cäsium, Gallium, Germanium, Lithium, Rubidium, Scandium, Tantal, Yttrium und Metalle der Seltenen Erden enthalten.
Kristiansen arbeitete als Chemiker, Supervisor und Manager für Qualitätscontrolling. Als Mineraloge ist er Autodidakt. Er lebt in Sellebakk, einem Ortsteil der Stadt Fredrikstad in der norwegischen Provinz (Fylke) Østfold.

## Leben und Wirken
Kristiansen begann 1962 mit dem Sammeln norwegischer Minerale. Die Zusammenarbeit mit Jens Hysingjord vom Norwegischen Geologischen Dienst (Norges geologiske undersøkelse, NGU) in Trondheim und Borghild Nilssen vom Mineralogisk-Geologisk Museum in Oslo (heute Naturhistorisk Museum der Universität Oslo) führte ihn hin zu systematischen Mineralsammelaktivitäten. Aus dieser Zeit datiert seine Bekanntschaft und Zusammenarbeit mit dem damaligen Geologiestudenten Gunnar Raade, die auch anhielt, als Raade der führende Experte für norwegische Minerale wurde. Kristiansen und Raade sind ein Musterbeispiel einer Partnerschaft zwischen Amateur- und professionellen Mineralogen, deren Ergebnisse sich in zahlreichen Veröffentlichung und der gemeinsamen Erstbeschreibung mehrerer neuer Minerale niederschlugen. Kristiansen gilt als Spezialist für die Mineralogie von Beryllium- und Scandium-Lagerstätten (wie z. B. dem Pegmatit „Heftetjern“ bei Tørdal im Drangedal, Telemark, Norwegen) sowie Granit- und Nephelinsyenit-Pegmatiten. Er entdeckte mehr als 30 für Norwegen neue Minerale.
Seiner Initiative folgend wurde im August 2013 das „Scandium 2003“, ein internationales Symposium zur Mineralogie und Geochemie von Scandium, mit 22 Autoren aus allen Teilen der Welt und Exkursionen in das Gebiet mit Scandiummineralisationen im südlichen Norwegen, veranstaltet.
Kristiansen war an der Entdeckung und Beschreibung von bisher insgesamt elf neuen Mineralen beteiligt. Dazu zählen:
1. 1984 der Kaatialait zusammen mit Gunnar Raade, Micael H. Mladeck und Victor K. Din[4]
2. 1986 der Zimbabweit zusammen mit Eugene Edward Foord, Joseph E. Taggart Jr., Richard V. Gaines und P. L. C. Grubb[5]
3. 2006 der Oftedalit zusammen mit Mark A. Cooper, Frank C. Hawthorne, Neil A. Ball und Petr Černý[6]
4. 2010 der Heftetjernit zusammen mit Gunnar Raade, Uwe Kolitsch und Ekkehart Tillmanns[7]
5. 2012 der Aspedamit zusammen mit Mark A. Cooper, Yassir A. Abdu, Neil A. Ball, Petr Černý und Frank C. Hawthorne[8]
6. 2013 der Ferrochiavennit zusammen mit Joel D. Grice, Henrik Friis, Ralph Rowe, Glenn Poirier, Rune S. Selbekk, Mark A. Cooper und Alf Olav Larsen[9]
7. 2014 der Agakhanovit-(Y) zusammen mit Frank C. Hawthorne, Yassir A. Abdu, Neil A. Ball und Petr Černý[10]
8. 2016 der Ilyukhinit zusammen mit Nikita V. Chukanov, Ramiza K. Rastsvetaeva, K. A. Rozenberg, Sergey M. Aksenov, Igor V. Pekov, Dmitriy I. Belakovsky und Konstantin V. Van[11][12]
9. 2017 der Hydroxylgugiait zusammen mit Joel D. Grice, Henrik Friis, Ralph Rowe, Mark A. Cooper, Glenn G. Poirier, Panseok Yang und Mark T. Weller[13]
10. 2018 der Heyerdahlit zusammen mit Elena Sokolova, Maxwell C. Day und Frank C. Hawthorne[14]
11. 2018 der Kenoplumbomikrolith zusammen mit Luca Bindi, Daniel Atencio, Marcelo B. Andrade, Paola Bonazzi, Matteo Zoppi und Christopher J. Stanley[15]
12. Als weiteres potentiell neues Mineral wird das OH-dominante Analogon von Gadolinit-(Y) (bzw. das Fe-dominante Analogon von Hingganit-(Y)) angesehen, dessen Struktur Kristiansen 2017 zusammen mit Nikita V. Chukanov, Sergey M. Aksenov, Ramiza K. Rastsvetaeva, Igor V. Pekov, Dmitriy I. Belakovskiy, Konstantin V. Van, Yana V. Bychkova und Sergey N. Britvin beschrieben hat.[16]

Ein weiteres Betätigungsfeld für Roy Kristiansen ist die Mykologie. Seit 1978 beschäftigt er sich mit unbeschriebenen und unbekannten Pilzen und trat 1979 der „Mycological Society of Fredrikstad“ bei. Im Laufe der Jahre beschrieb Kristiansen über 150 für Norwegen neue Pilzarten, bei sechs davon handelt es sich um weltweite Erstfunde. Zwei dieser Pilze wurden ihm zu Ehren benannt.
Im Jahre 1980 begründete er die internationale mykologische Zeitschrift Agarica (heute herausgegeben von der Norwegian Mycological Society) deren erster Herausgeber und Chefredakteur er war und in der er bis heute regelmäßig publiziert.
Eine Zusammenstellung seiner Veröffentlichungen bis 2017 findet sich auf www.nags.net.

## Ehrungen
- 2009 erhielt Kristiansen als erster Europäer die „Pinch Medal“ der Mineralogical Association of Canada.[2]
- Ein im Mai 1998 von Kristiansen im Cleavelandit-Amazonit-Pegmatit „Heftetjern“ im Drangedal, Telemark, Norwegen, entdecktes Mineral erhielt ihm zu Ehren den Namen Kristiansenit.[18]
- 1987 benannte Machiel Evert Noordeloos einen 1983 von Kristiansen bei Skjærviken unweit von Borge (Fredrikstad) gefundenen Blätterpilz aus der Familie der Rötlinge als Entoloma kristiansenii Noordeloos 1987[19]
- Ein von Kristiansen bei der Kirche von Hvaler (südlich von Fredrikstad) gefundener Pilz wurde 1990 von Dieter Benkert ihm zu Ehren als Lamprospora kristiansenii Benkert 1990 benannt.[20]
- Im Jahre 2013 erschien ein ihm anlässlich seines 70. Geburtstags gewidmetes Sonderheft der Zeitschrift der norwegischen Mineralsammler „Stein“.